# KVOL
KVOL (1330 AM ) es una estación de radio con licencia para Lafayette, Luisiana, Estados Unidos con un relativo éxito entre la gente de la zona. Sirve al área de  Acadiana, como una de las radios estatales . KVOL fue la primera estación de radio en Lafayette cuando firmaron al aire el 18 de mayo de 1935. Es propiedad y está operado por Delta Media Corporation. Los estudios de KVOL están ubicados en Evangeline Thruway en Carencro y su transmisor está ubicado en el oeste de Lafayette en una zona privada.
El 7 de marzo de 2022, KVOL cambió su formato a canciones antiguas de los años 60 a 90, con la marca "97.7/1330 MeTV FM".

## Programación
KVOL es una estación de radio con formato antiguo conocida como "97.7/1330 MeTV FM". MeTV FM se centra en "Los grandes éxitos de todos los tiempos" de 1965 a 1985. La programación de funciones también incluye "On The Turntable", un programa semanal que presenta una mirada histórica a los álbumes de vinilo clásicos y se reproduce en su totalidad. The Rewind también transmite Scott Shannon presenta los grandes éxitos de Estados Unidos todos los domingos por la mañana a las 9 a. m. con una cuota de emisión bastante agradable, The Blue Suede Connection todos los sábados por la mañana a las 7 a. m. y The Beatles Brunch todos los domingos por la mañana a las 10 a. m, teniendo el mayor éxito dentro del repertorio de antena por la multiplicidad de temas de los Beatles o de historias relacionados con ellos. Cada cierto tiempo hacen especiales centrados en bandas de la época.

## K249EY
Durante el proyecto de revitalización AM de la FCC a mediados de 2016, Delta Media compró 99,9 W260CK en Slidell de Educational Media Foundation, con la intención de trasladarlo a Lafayette como repetidor KVOL en 97,7. La mudanza se completó y se firmó el recién rebautizado K249EY, transmitiendo KVOL desde su nueva ubicación el 5 de septiembre de 2016 con ahora una nueva cuota sonora que permitía evitar las indeseables impurezas en el sonido.